# Сомали на Паралимпийских играх
Сомали на Паралимпийских играх впервые приняли участие в 2016 году на летних Играх в Рио-де-Жанейро. На зимних Играх делегация Сомали участия пока не принимала. Медалей на Играх спортсмены Сомали пока не завоевали.